# Billay G. Tunkara
Billay G. Tunkara (* 5. September 1988 in Sudowol) ist ein gambischer Politiker.

## Leben
| Parlamentswahl | Stimmen | Stimmanteil |
| -------------- | ------- | ----------- |
| 2017           | 3.027   | 48,72 %     |
| 2022           | 4.446   | 48,29 %     |

Billay G. Tunkara besuchte in den 1990ern die Daddy Jobe Comprehensive School, später ging er auf das Stratford College of Management in Westfield und spezialisierte sich auf Information und Technologie. Auf der Crescent University in Nigeria studierte er Politikwissenschaften und internationale Beziehungen.
2017 ist er Dozent am Stratford College of Management Gambia.
Tunkara trat bei der Wahl zum Parlament 2017 als Kandidat der United Democratic Party (UDP) im Wahlkreis Kantora in der Basse Administrative Area an. Mit 48,72 % konnte er den Wahlkreis für sich gewinnen, zweitstärkster Kandidat war Sulayman Ceesay vom Gambia Democratic Congress (GDC) mit 29,68 % der Stimmen.
Im November 2019 entließ die UDP acht im Parlament vertretende Parteimitglieder aus ihrer Partei. Das informierte Parlament stufte die Parlamentarier von da an, darunter auch Tunkara, als unabhängige Abgeordnete ein.
Bei den Parlamentswahlen 2022 erreichte Tunkara als Kandidat der National People’s Party (NPP) erneut die meisten Stimmen im Wahlkreis Kantora und wurde Mitglied der 6. Gambischen Nationalversammlung. Dort ist er Sprecher der Mehrheitsfraktion (Majority Leader).

## Familie
Tunkara ist seit Mitte 2017 mit einer Gambierin verheiratet, die in den Vereinigten Staaten lebt.